# Milton Luiz Laquintinie Formoso
Milton Luiz Laquintinie Formoso (Pelotas, 4 de outubro de 1927 - Porto Alegre, 15 de março de 2024) foi um pesquisador brasileiro, titular da Academia Brasileira de Ciências na área de Ciências da Terra desde 1993. Foi professor emérito da Universidade Federal do Rio Grande do Sul.
Foi condecorado com a Grã-Cruz da Ordem Nacional do Mérito Científico. 